# Millesimo
Millesimo (Merexo ou Mresù, en langue ligurienne) est une commune italienne de la province de Savone, dans la région Ligurie.

## Histoire
- 13 avril 1796 : bataille de Millesimo.

## Administration
| Période                                  | Période | Identité | Étiquette | Qualité |
| ---------------------------------------- | ------- | -------- | --------- | ------- |
|                                          |         |          |           |         |
| Les données manquantes sont à compléter. |         |          |           |         |

### Hameaux
Acquafredda.

### Communes limitrophes
Cengio, Cosseria, Murialdo, Osiglia, Pallare, Plodio, Roccavignale.